# Себастьян Тілль
Себастьян Тілль (люксемб. Sébastien Thill, нар. 29 грудня 1993 року, Нідеркорн) — люксембурзький футболіст, півзахисник «Ганзи» і національної збірної Люксембургу.
Його батько Серж, а також брати Венсан і Олів'є також професійні футболісти, гравці національної збірної Люксембургу.

## Клубна кар'єра
У дорослому футболі дебютував 2009 року виступами за команду клубу «Петанж», в якій провів три сезони, взявши участь у 46 матчах чемпіонату.
До складу клубу «Прогрес» приєднався 2012 року. Станом на 6 грудня 2018 року відіграв за нідеркорнський клуб 160 матчів в національному чемпіонаті.

## Виступи за збірну
2015 року дебютував в офіційних матчах у складі національної збірної Люксембургу.

## Титули і досягнення
- Чемпіон Молдови (2):

«Шериф»: 2020-21, 2021-22
- Володар Кубка Молдови (1):

«Шериф»: 2021-22